# Microscelida viridipennis
Microscelida viridipennis es una especie de insecto coleóptero de la familia Chrysomelidae.
Fue descrita científicamente en 1998 por Clark.